# Världsmästerskapen i alpin skidsport 1966
Världsmästerskapen i alpin skidsport 1966 arrangerades den 4–14 augusti 1966 i Portillo i Chile.

## Herrar

### Störtlopp
Datum: 7 augusti 1966

| Placering | Land         | Namn              | Tid     |
| --------- | ------------ | ----------------- | ------- |
| 1         | Frankrike    | Jean Claude Killy | 1.34,40 |
| 2         | Frankrike    | Léo Lacroix       | 1.34,80 |
| 3         | Västtyskland | Franz Vogler      | 1.35,16 |

### Storslalom
Datum: 9-10 augusti 1966

| Placering | Land      | Namn            | Tid     |
| --------- | --------- | --------------- | ------- |
| 1         | Frankrike | Guy Périllat    | 3.19,42 |
| 2         | Frankrike | Georges Mauduit | 3.19,93 |
| 3         | Österrike | Karl Schranz    | 3.20,40 |

### Slalom
Datum: 14 augusti 1966

| Placering | Land      | Namn           | Tid     |
| --------- | --------- | -------------- | ------- |
| 1         | Italien   | Carlo Senoner  | 1.41,56 |
| 2         | Frankrike | Guy Périllat   | 1.42,25 |
| 3         | Frankrike | Louis Jauffret | 1.42,58 |

### Alpin kombination
| Placering | Land         | Namn              | Poäng |
| --------- | ------------ | ----------------- | ----- |
| 1         | Frankrike    | Jean Claude Killy |       |
| 2         | Frankrike    | Léo Lacroix       |       |
| 3         | Västtyskland | Ludwig Leitner    |       |

## Damer

### Störtlopp
Datum: 8 augusti 1966

| Placering | Land      | Namn               | Tid     |
| --------- | --------- | ------------------ | ------- |
| 1         | Österrike | Erika Schinegger   | 1.32,63 |
| 2         | Frankrike | Marielle Goitschel | 1.33,42 |
| 3         | Frankrike | Annie Famose       | 1.34,36 |

Erika Schinegger, Österrike vann egentligen men diskvalificerades då det vid ett kromosomtest den 14 december 1967 kom fram att det egentligen var en manlig deltagare vid namn Erik Schinegger.

### Storslalom
Datum: 9 augusti 1966

| Placering | Land      | Namn               | Tid     |
| --------- | --------- | ------------------ | ------- |
| 1         | Frankrike | Marielle Goitschel | 1.22,64 |
| 2         | Österrike | Heidi Zimmermann   | 1.23,81 |
| 3         | Frankrike | Florence Steurer   | 1.24,92 |

### Slalom
Datum: 14 augusti 1966

| Placering | Land      | Namn               | Tid     |
| --------- | --------- | ------------------ | ------- |
| 1         | Frankrike | Annie Famose       | 1.30,48 |
| 2         | Frankrike | Marielle Goitschel | 1.30,95 |
| 3         | USA       | Penny McCoy        | 1.32,35 |

### Alpin kombination
| Placering | Land      | Namn               | Poäng |
| --------- | --------- | ------------------ | ----- |
| 1         | Frankrike | Marielle Goitschel |       |
| 2         | Frankrike | Annie Famose       |       |
| 3         | Österrike | Heidi Zimmermann   |       |

## Medaljligan
| Placering | Land         | Guld | Silver | Brons | Totalt |
| --------- | ------------ | ---- | ------ | ----- | ------ |
| 1         | Frankrike    | 6    | 7      | 3     | 16     |
| 2         | Österrike    | 1    | 1      | 2     | 4      |
| 3         | Italien      | 1    | -      | -     | 1      |
| 4         | Västtyskland | -    | -      | 2     | 2      |
| 5         | USA          | -    | -      | 1     | 1      |